# 718. pehotni polk (Wehrmacht)
Za druge 718. polke glejte 718. polk.
718. pehotni polk (izvirno nemško Infanterie-Regiment 718; tudi 718. pehotni (poljskovadbeni) polk, Infanterie- (Feldausbildungs-) Regiment 718) je bil eden izmed pehotnih polkov v sestavi redne nemške kopenske vojske med drugo svetovno vojno.

## Zgodovina
Polk je bil ustanovljen 8. septembra 1942 iz enot RADa za potrebe Armadne skupine Sredina; polk je bil dodeljen 381. pehotni diviziji.
15. oktobra 1942 je bil polk preimenovan v 718. grenadirski polk.